# Janieve Russell
Janieve Russell (Manchester, 14 de novembro de 1993) é uma atleta jamaicana, medalhista olímpica.
Russell teve muito sucesso como atleta de nível juvenil e júnior. Ela foi nove vezes medalhista de ouro nos Jogos CARIFTA. Nos Jogos Olímpicos de Verão de 2020, conquistou a medalha de bronze na prova de revezamento 4x400 metros feminino com o tempo de 3:21.24 minutos, ao lado de Roneisha McGregor, Shericka Jackson, Candice McLeod, Junelle Bromfield e Stacey-Ann Williams.